# Tybald V
Tybald V (ur. 1238, zm. 4 grudnia 1270 w Trapani) – hrabia Szampanii oraz, jako Tybald II, król Nawarry. Był najstarszym synem Tybalda IV i jego trzeciej żony Małgorzaty de Burbon. Odziedziczył tytuły ojca po jego śmierci w 1253 roku. Jego matka rządziła jako regentka w latach 1253–1256, dopóki Tybald nie stał się pełnoletni.
Od początku swojego panowania musiał zmagać się z feudałami, dążącymi do ograniczenia jego władzy, który wkrótce po osiągnięciu przez króla pełnoletniości zmusili go uznania ograniczenia królewskich prerogatyw i poddania go kontroli baronów. Wobec konfliktu z feudałami Tybald oparł się na mieszczaństwie, znacznie rozszerzając jego przywileje. Usprawnił również administrację i aparat fiskalny. W polityce zagranicznej był stronnikiem króla Francji Ludwika IX.
Tybald ożenił się z Izabelą (2 marca 1241 – 28 stycznia 1271), córką Ludwika IX i Małgorzaty Prowansalskiej, córki Rajmunda Berengara IV, hrabiego Prowansji. Ślub odbył się 6 kwietnia 1255 roku. Zbliżył się przez to do swojego teścia, stając się jednym z jego najbliższych doradców. Towarzyszył mu podczas wyprawy krzyżowej do Tunezji w 1270 roku. Zmarł bezdzietnie w Trapani na Sycylii podczas drogi powrotnej.
Dziedziczył po nim jego młodszy brat Henryk.